# Stanovnik
Stanovnik je priimek več znanih Slovencev:
- Aca Stanovnik Semič (1921—2010), novinarka
- Aleš Stanovnik (1901—1942), pravnik, politik (krščanski socialist - OF)
- Aleš Stanovnik (*1946), fizik, univ. profesor
- Andrés Stanovnik (*1949), kapucin in argentinski nadškof slovenskega rodu
- Branko Stanovnik (*1938), kemik, univ. prof., akademik
- Ivan Stanovnik (1891—1978), pravnik, politik
- Janez Stanovnik (1922—2020), pravnik, ekonomist, diplomat in politik
- Jože Stanovnik (1898—1983), pravnik
- Justin Stanovnik (1928—2019), filolog, zgodovinskopolitični publicist, ur.
- Klemen Stanovnik (*1972), karateist
- Lovro Stanovnik (*1943), farmakolog, prof.
- Majda Stanovnik Blinc (*1934), literarna zgodovinarka in prevajalka
- Marko Stanovnik, arhitekt
- Miran Stanovnik (*1964), dirkač, motorist, poveljnik športne enote SV, župan
- Peter Stanovnik (*1945), ekonomist
- Sašo Stanovnik, finančnik
- Tine Stanovnik (*1948), ekonomist, strok. za finance, univ. prof.
- Tone Stanovnik, podjetnik
- Vanda Škodnik Stanovnik (1927—2015), časnikarka
- Vasilka Stanovnik (*1947), romanistka, lektorica italijanščine
- Vid Stanovnik, teolog, urednik (TV)
- Vida Stanovnik (Vida Urek) (*1940), bibliotekarka, dokumentalistka
- Vilma Stanovnik (*1962), novinarka